# احمد پیدایش
احمد پیدایش (زادهٔ 	‎۱۲ آبان ۱۳۲۶) بازیکن واترپلو اهل ایران بود.
وی در مسابقات کشوری و بین‌المللی در مجموع برندهٔ ۱ مدال طلا شده‌است.